# Scott Davies
Scott Davies (Carmarthen, 5 augustus 1995) is een Welsh voormalig wielrenner.

## Carrière
In 2012 werd Davies nationaal juniorenkampioen tijdrijden door het 33 kilometer lange parcours in en rond Hose sneller af te leggen dan Kristian Woolf en Tom Ward. Een jaar later werd hij tweede in de Ronde van Lunigiana en zevende in de juniorenwegrit op het wereldkampioenschap.
In 2014 werd Davies in dienst van Madison Genesis wederom nationaal kampioen, ditmaal bij de beloften. Later dat jaar werd hij tiende in de wegrit op de Gemenebestspelen.
In 2015 nam Davies namens een Britse selectie mee aan de Herald Sun Tour, waar de Welshman op slechts vier seconden van Robert Power als tweede eindigde in het jongerenklassement. In mei won hij het jongerenklassement van de Flèche du Sud, waarna hij in juni voor de derde maal nationaal kampioen tijdrijden werd.
Voor het seizoen 2016 tekende Davies een contract bij Team Wiggins. Namens deze ploeg won hij de vierde etappe in de Ronde van de Isard door in Saint-Girons solo over de streep te komen. In 2017 werd hij voor de vierde maal op rij nationaal kampioen tijdrijden voor beloften en werd hij tiende in diezelfde discipline op het wereldkampioenschap. Datzelfde jaar werd hij onder meer vierde in het eindklassement van de Ronde van Italië voor beloften en vijfde in dat van de Ronde van de Elzas.
In 2018 werd Davies prof bij Team Dimension Data.

## Overwinningen
2012
 Brits kampioen tijdrijden, Junioren
2014
 Brits kampioen tijdrijden, Beloften
2015
Jongerenklassement Flèche du Sud
 Brits kampioen tijdrijden, Beloften
2016
4e etappe Ronde van de Isard
 Brits kampioen tijdrijden, Beloften
2017
 Brits kampioen tijdrijden, Beloften

## Resultaten in voornaamste wedstrijden
| Jaar | Ronde van Italië | Ronde van Frankrijk | Ronde van Spanje |
| ---- | ---------------- | ------------------- | ---------------- |
| 2018 |                  |                     |                  |
| 2019 | 118e             |                     |                  |
| 2020 |                  |                     | 111e             |

| Jaar | Amstel Gold Race | Luik-Bast.‑Luik | Ronde van Lombardije | Waalse Pijl |
| ---- | ---------------- | --------------- | -------------------- | ----------- |
| 2018 | 97e              | opgave          |                      | opgave      |
| 2019 |                  |                 |                      |             |
| 2020 |                  |                 | opgave               |             |

## Ploegen
- 2014 –  Madison Genesis
- 2016 –  Team Wiggins
- 2017 –  Team Wiggins
- 2018 –  Team Dimension Data
- 2019 –  Team Dimension Data
- 2020 –  Bahrain McLaren
- 2021 –  Bahrain-Victorious

Antón · Berhane · Boasson Hagen · Cavendish · Cummings · Davies · Debesay · Dlamini · Dougall · Eisel · Gebreigzabhier · Gibbons · J. Janse van Rensburg · R. Janse van Rensburg · King · Kudus · Meintjes · Morton · O'Connor · Pauwels · Renshaw · Slagter · Thomson · Thwaites · Venter · Vermote · van Zyl
Bak · Boasson Hagen · Cavendish · Cummings · Davies · de Bod · Dlamini · Eisel · Gasparotto · Gebreigzabhier · Gibbons · J. Janse van Rensburg · R. Janse van Rensburg · King · Kreuziger · Mäder · Meintjes · Nizzolo · O'Connor · Renshaw · Slagter · Thomson · Tiller · Valgren · Venter · Vermote · Wyss
Arashiro · Battaglin · Bauhaus · Bilbao · Bole · Buitrago · Capecchi · Caruso · Cavendish · Colbrelli · Davies · Feng · García Cortina · Haller · Haussler · Inkelaar · Landa · Mohorič · Novak · Padoen · Pernsteiner · Pibernik · Poels · Sieberg · Teuns · Tratnik · Valls · Williams · Wright
Arashiro · Bauhaus · Bilbao · Buitrago · Capecchi · Caruso · Colbrelli  · Davies · Feng · Jack · Haller · Haussler · Inkelaar · Landa · Madan · Mäder · Milan· Mohorič · Novak · Padoen · Pernsteiner · Poels · Sieberg · Teuns · Tratnik · Valls · Williams · Wright